# أوليفر ليز
أوليفر ليز (بالإنجليزية: Oliver Leese)، من مواليد 27 أكتوبر 1894، وتوفي بتاريخ 22 يناير 1978، هو ضابط عسكري بريطاني، شارك في الحرب العالمية الثانية.